# Olsviken
Olsviken är en sjö i Avesta kommun i Dalarna och ingår i Dalälvens huvudavrinningsområde. Sjön har en area på 0,324 kvadratkilometer och ligger 68 meter över havet.

## Delavrinningsområde
Olsviken ingår i det delavrinningsområde (666782-152529) som SMHI kallar för Ovan VDRID = Jularboån i Dalälvens vattendragsyta. Medelhöjden är 78 meter över havet och ytan är 13,27 kvadratkilometer. Räknas de 2549 avrinningsområdena uppströms in blir den ackumulerade arean 26 483,31 kvadratkilometer. Avrinningsområdets utflöde Dalälven (Österdalälven) mynnar i havet. Avrinningsområdet består mestadels av skog (32 procent), öppen mark (12 procent) och jordbruk (33 procent). Avrinningsområdet har 1,41 kvadratkilometer vattenytor vilket ger det en sjöprocent på 10,6 procent. Bebyggelsen i området täcker en yta av 1,23 kvadratkilometer eller 9 procent av avrinningsområdet.